# تابوریتیان
تابوریتیان شاخه رادیکال جنبش هوسی در پادشاهی بوهم در قرن پانزده میلادی بودند. اینان از نوعی کمونیسم پیروی می‌کردند، به گونه‌ای که دربارهٔ آن‌ها گزارش دادند «چنان غرق در مالکیت اشتراکی شده‌اند که جملگی تولید محصول را فراموش کردند.»
اگر چه تابوریتیان پس از مدتی تأثیر سیاسی خود را از دست دادند، اما تفکراتشان در شکل‌گیری کلیسای موراوی اثر گذار بود.